# Кугушев, Николай Михайлович
Князь Николай Михайлович Кугушев (1777 — не ранее октября 1825) — русский прозаик, поэт, драматург.

## Биография
Из мелкопоместного княжеского рода Кугушевых. С 1794 — сержант лейб-гвардии Преображенского полка, в 1797 выпущен в армию прапорщиком. В 1799 участвовал в Итальянском походе Суворова, дважды был ранен и в октябре того же года вышел в отставку с чином поручика. Жил в Тамбове (в 1801—1802 — полицмейстер) и в имении в Тамбовской губернии. С 1822 — помощник смотрителя уездного училища в г. Козлове.

## Сочинения
- Любовная шутка : Оригинальная комедия в 1 д. — Смоленск, 1800.
- Соболья шуба или Спорь до слёз, а об заклад не бейся : Комедия в 1 д. — М., 1803.
- Мой курс в Липецке В 1804 году. — М., 1804.
- Грановитая палата : [Поэма]. — М., 1808. — Кн. 1—3.
- Праздное время инвалида : Стихотворения. — М., 1814.

Печатался также в журналах: «Иппокрена», «Новости русской литературы», «Минерва», «Вестник Европы», «Друг юношества», «Русский вестник».